# Aldo Moser
Aldo Moser (Giovo, 7 febbraio 1934 – Trento, 2 dicembre 2020) è stato un ciclista su strada italiano.
Professionista dal 1954 al 1974, conta dodici successi in carriera. Era fratello di Enzo, Diego, Francesco e zio di Moreno ed Ignazio, anche loro ciclisti professionisti.

## Biografia

### Carriera
Tra i suoi successi figurano la Coppa Agostoni nel 1954, il Gran Premio Industria e Commercio di Prato nel 1955, due edizioni del Trofeo Baracchi nel 1958 e 1959 (in coppia con Ercole Baldini, con il quale arrivò secondo nel 1960), il Grand Prix des Nations a cronometro nel 1959 (davanti a Roger Rivière), la Manica-Oceano nel 1960 (a cronometro  ancora in coppia con Ercole Baldini) e la Coppa Bernocchi nel 1963 (dopo 70 chilometri di fuga solitaria).
Vestì quattro volte la maglia azzurra ai Mondiali su strada: a Frascati nel 1955, a Waregem nel 1957, a Reims nel 1958 e a Mendrisio nel 1971.
Ha partecipato a sedici edizioni del Giro d'Italia (nel quale arrivò quinto nel 1956 indossando due volte la maglia rosa) e si classificò terzo al Tour de Suisse 1962. Nella sua ultima stagione da professionista, nel 1973, corse nella Filotex con tre dei suoi fratelli, Enzo, Diego e Francesco. Nel 1974 era tesserato per la Furzi, con la quale tuttavia non corse mai, ritirandosi a fine marzo.

### Morte
È morto nel dicembre 2020 all'età di 86 anni; era ricoverato in ospedale da alcuni giorni per complicazioni legate al COVID-19.

## Palmarès
- 1953 (dilettanti)

Piccolo Giro di Lombardia
- 1954 (Torpado, tre vittorie)

Coppa Agostoni
Bologna-Raticosa
Coppa Varignana
- 1955 (Torpado, due vittorie)

Gran Premio Industria e Commercio di Prato
3ª tappa, 1ª semitappa Gran Premio Ciclomotoristico (Bari > Potenza)
- 1957 (Leo-Chlorodont, una vittoria)

2ª tappa, 1ª semitappa Gran Premio Ciclomotoristico (Caserta > Napoli)
- 1958 (Calì Broni, una vittoria)

Trofeo Baracchi (con Ercole Baldini)
- 1959 (EMI, due vittorie)

Grand Prix des Nations
Trofeo Baracchi (con Ercole Baldini)
- 1960 (EMI, una vittoria)

Manche-Ocean (cronometro)
- 1963 (San Pellegrino, una vittoria)

Coppa Bernocchi
- 1966 (Vittadello, una vittoria)

Giro delle Tre Province - Camucia

## Piazzamenti

### Grandi giri
- Giro d'Italia

1955: 6º
1956: 5º
1957: 12º
1958: 10º
1959: ritirato
1960: ritirato
1961: 36º
1962: 18º
1964: 15º
1965: 22º
1967: 16º
1969: 7º
1970: 19º
1971: 17º
1972: ritirato
1973: 57º
- Vuelta a España

1960: ritirato
1963: ritirato
1966: 18º
1967: 25º

### Classiche monumento
- Milano-Sanremo

1958: 10º
1960: 35º
1963: 71º
1964: 84º
1965: 64º
1967: 112º
1968: 98º
1970: 92º
1971: 25º
1972: 11º
1973: 49º
- Liegi-Bastogne-Liegi

1958: 16º
- Giro di Lombardia

1954: 7º
1955: 11º
1958: 27º
1960: 24º
1961: 9º
1962: 34º
1963: 8º
1964: 34º
1965: 25º
1968: 15º
1969: 35º
1970: 20º
1971: 13º

### Competizioni mondiali
- Campionati del mondo

Frascati 1955 - In linea: 17º
Waregem 1957 - In linea: ritirato
Reims 1958 - In linea: ritirato
Mendrisio 1971 - In linea: 19º

## Riconoscimenti
- Premio Ciclismo Vita Mia nel 1991